# デンジャラスシード
『デンジャラスシード』 (Dangerous Seed) とは、1989年12月にナムコが発売した業務用ビデオゲーム。異星人から攻撃を受けた人類が、3機合体が可能な宇宙船「ムーンダイバー」を操縦して迎撃する縦スクロールシューティングゲームである。
家庭用は1990年にメガドライブ版が発売。メガドライブ版はアーケード版からゲームシステムが大きくアレンジされている（詳細は#メガドライブ版を参照）。また、アーケード版の移植としては、2022年にアーケードアーカイブスの1作品としてPlayStation 4版とNintendo Switch版が配信されている。
以下、特記なき限りオリジナルであるアーケード版について解説する。

## 概要
1レバー2ボタンで自機を操作する。ボタンはそれぞれ、ショット、特殊武器（ボンバー）に用いる。
変則残機+ライフ制を採っている。α号、β号、γ号の三機が残機かつ、それぞれ異なるライフを持っており各機体で一定回数被弾するとミスとなる。ゲーム開始でα号からスタートし、α号でミスをするとβ号でリスタートとなり、β号でミスをするとγ号でリスタートとなる。5ステージ目に到達すると、その時点で残った機体が合体（γ号のみの場合はそのままで戦闘）し、同時に残機0扱いとなり、合体機別のライフ分被弾すると即ゲームオーバーとなる。破壊され失った機体はコンティニューしない限りは復活することはない。
昆虫たちを模したメカが敵で、ボスは一定時間が経過すると逃げ出し、後半ステージでは次ステージのボスと合体して登場するフィーチャーがある。
難易度はかなり高い。敵弾が多いにもかかわらずハイパーボム以外の特殊武器では敵弾が消せないほか、一度被弾しても無敵にならないため弾幕の抜け方を失敗すると即死につながってしまうこともある。その上ライフを大きく減少させる、多くの場合即死となりえる攻撃も頻発する。また、5ステージ目以降は三機合体していないと話にならない難易度のため、1コインでクリアするには、1～4ステージをもっとも火力の低いα号だけでクリアしなければならない。α号やβ号が破壊されたまま5ステージ目以降に到達しても、コンティニューすれば三機合体で継続できるが、最終ステージのみコンティニュー不可。
本作はナムコのシステムI基板の17作品目である。リリースされた時には、すでに同社の新基板システムIIで『ワルキューレの伝説』（1989年）などが発売されており、余ったシステムIを使うという点から出回りは比較的良かったようである。

## ゲーム内容
自機の操作は8方向レバーと2つのボタンで行う。レバーで自機の移動を、左ボタンで連射機能を持つショット、右ボタンは特殊武器の使用に用いる。自機はシールド制を採用しており、画面左下のシールド・メーターがすべて赤色に変わると1機失う。本作はショットがパワーアップするが、敵を倒していくことで自動的にパワーアップしていくシステムを採用しており、在来のパワーアップ・シューティングゲームで見られていたアイテム取得によってパワーアップを1段ずつ重ねるシステムとは異にしている。1989年以前の従来ナムコ製シューティングゲームと比べて、画面内に表示される敵弾の数が多いのも特徴である。
ゲーム中に登場するアイテム・インセクト（アイテムを持っている特定の昆虫型の敵キャラクター）を倒すとアイテムが出現し、アイテムは4つまでストックでき、使用できる残りの弾数は画面右下に表示される。特殊武器アイテムは、リング状の光線を発射して敵にダメージを与える「リングレーザー」（緑）、敵をホーミングしてダメージを与える「メルトミサイル」（青）、一定範囲の敵全部にダメージを与える「ハイパーボム」（赤）の3種がある。自機が合体する前は、各機によって使用できる特殊武器アイテムが異なるが、合体後は「ハイパーボム」しか使用できなくなる。また、すべての自機が使用できるアイテムに、シールドを回復させる「エネルギーカプセル」（橙）と、シールド回復＋一定時間無敵＋高速スクロールの「ハイパー・ブースター」（青）がある。

### 自機
前述のように、自機はα号（α-ship）、β号（β-ship）、γ号（γ-ship）の3機がある。これ以外に合体した機体もあり、プレイヤーが操作できる形態としてはβγとαβγが存在する。それぞれに機体は、ショットの形状、シールドの数、使用できる特殊武器が異なっていて、まずα号で出撃して、やられるとβ号、その次はγ号というように自機を乗り換えていく。単独機での戦いはステージ1から4までで、ステージ5からは生き残った自機が合体して戦う。それぞれ敵機を破壊していくことにより徐々にメインウェポンがパワーアップしていく。

#### 個別形態
α号（α-ship）
ゲームスタート時に操作する機体。メインウェポンは前方集中型で横方向の判定は狭いが、パワーアップで判定が広がっていく。特殊武器「リングレーザー」は敵をある程度追尾する性能をもつ。他の機体と比べて連射力に優れるものの攻撃力は低く、ライフも3と少ない。
- メインウェポン：自機前方へ突き進むショット
- 特殊武器：リングレーザー[4]
- ライフ：3

β号（β-ship）
α号が破壊された後に操作する機体。メインウェポンは前方方向へV字状にショットを放つ。敵を追尾し大きなダメージを与える特殊武器「メルトミサイル」が強力。
- メインウェポン：V字状に発射されるショット
- 特殊武器：メルトミサイル[4]
- ライフ：4

γ号（γ-ship）
β号が破壊された後に操作する機体。メインウェポンはα号のものに加えてリング状のショットを左右斜め前方へ発射する。特殊武器「ハイパーボム」は強力で敵弾を消す効果もあるが、1発のみしか発射せず、その分効果発揮時間も短い。γ号が破壊されるとゲームオーバーとなる。
- メインウェポン：自機前方へ突き進むショット＋リング状ショット
- 特殊武器：ハイパーボム[4]
- ライフ：5

#### 合体形態
ステージ5以降の宇宙空間での戦いでは、生き残った自機が合体して戦う。
βγ合体形態（β-γ ship）
β号とγ号が合体した形態。α号のみ破壊され、β号で前半ステージを終了するとこの形態になる。
- メインウェポン：自機前方へ突き進むショット＋V字状に発射されるショット
- 特殊武器：ハイパーボム[4]
- ライフ：9

αβγ合体形態（α-β-γ ship）
α号とβ号、γ号が合体した形態。α号で前半ステージをクリアするとこの形態になる。リング状ショットはγ号のそれとは違い、敵を追尾する性能をもつ。攻撃力は高いが、自機の当たり判定が最も広くなる。後半ステージでコンティニューをすると、無条件にこの形態でスタートする。
- メインウェポン：自機前方へ突き進むショット＋V字状に発射されるショット＋リング状ショット
- 特殊武器：ハイパーボム[4]
- ライフ：12

### メインウェポンの性質変更
本作に用意されているオペレーター用設定モードには、自機が発射するショットの性質を変更できる機能が用意されており、以下の3種類から選択できるようになっている。プレイヤー自身が設定変更することはできない。アーケードアーカイブス版（後述）では、これらも含めて設定が可能。
- RAPID - 標準連射（出荷時設定）
- MANUAL - 連射なし
- FULL - 高速連射

### アイテム
地上に鎮座する特定の敵機を破壊するとアイテムが出現する。この敵機の色は4種類あり、うち3種は特殊武器のストック追加、残りの1種はライフ回復アイテムを持っている。
緑・青・赤
特殊武器の追加アイテムを出現させる。取得すると特殊武器が1つ追加される。α号でプレイ中は緑、β号は青、それ以外は赤のみが出現する。それぞれは搭載する特殊兵器が異なるために表現が異なるのみで、取得した際の効果は同じ。特殊武器を4つ所持している状態で破壊すると星型のボーナスアイテムに変化する。N個目の星がN万点で、ライフも1回復するが、4面終了時に取った個数がリセットされる。（たとえば、4面までに6個星を取っていても、5面以降の星は1万点から）
橙
ライフ回復アイテムを出現させる。取得するとライフが2つ回復する。このアイテムは橙「エネルギーカプセル」と青「ハイパーブースター」の2種類があり、青を取得した場合は橙のライフ回復効果に加えて無敵となり、ボス前まで高速で移動する。高速で移動している間は画面上に「EMERGENT ESCAPE!! CHALLENGING AREA」と表示され、空中敵が出なくなり、地上敵を破壊した時の点数が通常時の10倍となる。青は2面と3面と4面にしか出ない。

## 設定

### ストーリー
25世紀、太陽系は謎の異星生物による攻撃を受けていた。敵である異星生物はコードネーム「デンジャーシード」と呼ばれ、驚異的な軍事力で次々と惑星を侵略していき、やがてターゲットを地球へと定めた。月面に製造された敵前線基地から刻々と脅威が迫る中、人類は地球侵略阻止と、そして「デンジャーシード」を壊滅させるために最新鋭戦闘機「ムーンダイバー」を発進させる事となった。

### ステージ構成
前半であるステージ1から4は、月基地地下通路で繰り広げられるチューブ編。後半のステージ5から8までは、宇宙空間にて太陽系の外惑星を巡り敵の本拠地を目指す。
| STAGE | ステージ名        | 自機の状態  | 内容 | ボス           |
| 1     | 1ST TUBE          | 単独（3機） | | TRIPLE-EYE     |
| 2     | 2ND TUBE          | 単独（3機） | | STRIKE-ANTS    |
| 3     | 3RD TUBE          | 単独（3機） | | ROLLER-SNAIL   |
| 4     | 4TH TUBE          | 単独（3機） | | HUNTER-MOTH    |
| 5     | MARS（火星）      | 合体形態    | | MULTI-SQUID    |
| 6     | JUPITER（木星）   | 合体形態    | | SHARK-MOUTH    |
| 6     | SATURN（土星）    | 合体形態    | ステージ5でボスを逃がした場合、ステージ6は木星ではなく土星になる。ボスはMULTI-SQUIDとSHARK-MOUTHが合体したもの。       | MONSTER-HEAD   |
| 7     | URANUS（天王星）  | 合体形態    | | TWIN-CLAW      |
| 7     | PULTO（冥王星）   | 合体形態    | ステージ6（木星）でボスを逃がした場合、ステージ7は天王星から冥王星になる。ボスはSHARK-MOUTHとTWIN-CLAWが合体したもの。 | MONSTER-MOUTH  |
| 7     | NEPTUNE（海王星） | 合体形態    | ステージ6（土星）でボスを逃がした場合、ステージ7は海王星になる。ボスはステージ5、6、7のボスが合体したものになる。      | ULTIMATE-TIGER |
| 8     | FINAL             | 合体形態    | 最終ステージ。ステージ1から4までのボスが再登場する。                                                                   | DANGER-SEED    |

## 移植版
| No. | タイトル           | 発売日         | 対応機種                      | 開発元 | 発売元     | メディア                              | 型式    | 備考               |
| --- | ------------------ | -------------- | ----------------------------- | ------ | ---------- | ------------------------------------- | ------- | ------------------ |
| 1   | デンジャラスシード | 1990年12月18日 | メガドライブ                  | トーセ | ナムコ     | 4メガビットロムカセット               | T-14033 |                    |
| 2   | デンジャラスシード | 2022年2月17日  | PlayStation 4 Nintendo Switch | ナムコ | ハムスター | ダウンロード (アーケードアーカイブス) | -       | アーケード版の移植 |

### メガドライブ版
家庭用に合わせた仕様変更と難易度調整がされている。オリジナルステージを含めてステージ数は12となった。BGMは、スローペースだった業務用のもののテンポを上げるアレンジがなされている。また、相対的に画面が広くなり弾よけが容易になっている。ボムの性能が上がり主に持続時間が長くなっているほか、残機制になった。
機体はミスするたびに交代する形式ではなく、ステージをクリアするごとに合流・合体する形式になった。合体後、ある程度ダメージを喰らうと、機体の一部が脱落する。この場合はその機体が欠けた状態でゲームを続行し、アイテムを拾うことで回復する場合がある。追い詰められると、最終的にはγ号1機で戦うこととなる。
また、スピードアップ、バリアのアイテム追加のほか、武装を変更するアイテムも登場し、3種類の武装を自由に選べる。その内訳は従来型の最も広域を攻撃できる緑タイプ、前方広域攻撃に特化した赤タイプ、前方に威力は弱いが敵を貫通するレーザーを発射する青タイプとなっている。
更に3ボタン操作となっており、追加されたボタンによって、合体時にフォーメーションを変更することが可能となった。メインになる機体がαタイプだと前方攻撃、βタイプなら側方攻撃、γタイプは後方攻撃が強力になる。
ステージ構成
| STAGE                                    | ステージ名     | 自機の状態           | 内容                                                  | ボス            |
| 1                                        | 1ST TUBE       | 単独（α号のみ）      |                                                       | TRIPLE-EYE      |
| 2                                        | 2ND TUBE       | 単独（α号のみ）      | アーケード版とは違いボスは1体のみ登場。               | STRIKE-ANT      |
| 3                                        | 3RD TUBE       | 合体形態（α号とβ号） |                                                       | ROLLER-SNAIL    |
| 4                                        | 4TH TUBE       | 合体形態（α号とβ号） |                                                       | HUNTER-MOTH     |
| ステージ5から8まではアーケード版と同じ。 |                |                      |                                                       |                 |
| 8                                        | TARGET PLANET  | 合体形態             | ステージ1から4までのボスが再登場する。                | DANGER-SEED     |
| 9                                        | IN DANGER-SEED | 合体形態             | 唯一の障害物のあるステージ。                          | ULTIMATE-TIGER  |
| 10                                       | IN DANGER-SEED | 合体形態             | ボスはTRIPLE-EYEとSTRIKE-ANTが合体したもの。          | STRIKE-MANTIS   |
| 11                                       | IN DANGER-SEED | 合体形態             | ボスはROLLER-SNAILとHUNTER-MOTHのコアが合体したもの。 | HUNTER-SNAIL    |
| 12                                       | IN DANGER-SEED | 合体形態             | 最終ステージ。                                        | BRAIN OF DANGER |

### アーケードアーカイブス版
「ゲーム設定」でショットの連射速度（なし・標準・高速（20連射）。ボタン設定で別個設定した場合はそちらを優先する）の変更、ステージスキップやステージセレクトの有無などの設定が可能。また、「こだわり設定」ではゲームスピードの調整も可能。

## スタッフ
アーケード版
- ゲーム・デザイナー：S.SHIMIZU、篠崎雄一郎
- キャラクター・デザイナー：篠崎雄一郎、佐々木茂雄、福岡充
- グラフィック・デザイナー：篠崎雄一郎、うすくらあきら
- ビジュアル・デザイナー：篠崎雄一郎、佐々木茂雄、福岡充、M.ISHIDA
- プログラマー：A.SAM、S.SHIMIZU
- 音楽：奈雲美徳
- ディレクター：H.SHIMA
- アシスタント・ディレクター：S.SHIMIZU

メガドライブ版
- ゲーム・デザイナー：CHITOSE、RED BUNNY
- キャラクター・デザイナー：RED BUNNY、LITTLE DRAGON、YODOMO-CHAN、NORI-NORI、P-BUG、SHIN-CHAN
- プログラマー：M.Y.HUMMER、COMEYA、YANAGIYA
- 音楽：YOSIQUIN（西村善）、NEUMANN A.H（林音人）、SHIMOKYAAA、TOTSUKURZWELL
- オリジナル・ゲーム：S.SHINO（篠崎雄一郎）、Y.SHIMZ、SAM、NAUN（奈雲美徳）
- ディレクター：CHITOSE、CRAZY HORSE

## 評価
アーケード版
ゲーム誌『ゲーメスト』の企画「第4回ゲーメスト大賞」（1990年度）において年間ヒットゲームで37位を獲得した。また、1991年に刊行されたゲーメストムック『ザ・ベストゲーム』内の「ビデオゲームフルリスト」の紹介文では、「スペースシューティングとして連射が付いていたがちょっと高難度ゲーム」と難易度に関して否定的なコメントで紹介されている。
メガドライブ版
- ゲーム誌『ファミコン通信』の「クロスレビュー」では合計26点（満40点）[11]、『メガドライブFAN』の読者投票による「ゲーム通信簿」での評価は以下の通りとなっており、17.61点（満30点）となっている[6]。同雑誌1993年7月号特別付録の「メガドライブ&ゲームギア オールカタログ'93」では、「アーケード版より簡単になった難易度には好感が持てる」と難易度に関して肯定的なコメントで紹介されている[6]。

| 項目 | キャラクタ | 音楽 | 操作性 | 熱中度 | お買得度 | オリジナリティ | 総合  |
| 得点 | 2.98       | 3.13 | 3.06   | 2.87   | 2.74     | 2.83           | 17.61 |

- ゲーム本『メガドライブ大全』（2004年、太田出版）では、「いかにもB級の垢抜けない画面だが、敵は宇宙怪獣だし、自機はα・β・γの3機が合体するし、スーパーロボット好きなら燃える」、「画面全体の敵にダメージを与える特殊攻撃（ボム）など、東亜プランのシューティングを研究した跡がうかがえる」と設定やゲームシステムに関して肯定的な評価を下している[12]。

- ゲームムック『懐かしのメガドライブ  蘇れメガドライバー !!』（2018年、マイウェイ出版）では、「本作は一世代前のシステムIを使用したゲームだったこともあり、比較的地味なタイトルでもあった」と知名度に関しては否定的にコメントされている一方で、「合体後にフォーメーションの変更ができ、フォーメーションによって発射するショットが変化するという特徴も存在する。ステージ数も増えており、メガドラ版はアーケード版をパワーアップさせた移植がされている」と移植のアレンジ具合に関して概ね肯定的に評価されている[9]
- ライターの早苗月 ハンバーグ食べ男は、4Gamer.netに寄せた記事の中で、メガドライブ版はアーケード版と比較するとグラフィックが若干貧弱になったものの、難易度の調整や残機の仕様が変更されたおかげで遊びやすかったと語り、独自のステージや合体機能などが付与された点などについても触れたうえで、同バージョンが実質的な完全版だったのではないかとみている[5]。